# لاپتون (میشیگان)
لاپتون (به انگلیسی: Lupton) یک منطقهٔ مسکونی در ایالات متحده آمریکا است که در میشیگان واقع شده‌است. لاپتون ۳۴۸ نفر جمعیت دارد و ۲۸۱٫۰۳ متر بالاتر از سطح دریا واقع شده‌است.